# ゴッドファーザー PART III
『ゴッドファーザー PART III』（ゴッドファーザー パート スリー、原題: The Godfather Part III）は、1990年に公開されたアメリカ映画。監督はフランシス・フォード・コッポラ。
1972年に公開された『ゴッドファーザー』および1974年に公開された『ゴッドファーザー PART II』の続編であり、三部作「ゴッドファーザー・シリーズ」の第3弾。2020年に再編集版が製作され、タイトルは『ゴッドファーザー〈最終章〉：マイケル・コルレオーネの最期』（原題: The Godfather Coda: The Death of Michael Corleone）に改められた。

## 概要
前作から16年の歳月を経て、かつての主要スタッフ・キャスト陣が再結集して作り上げた、一大叙事詩のエピローグである。主人公マイケル・コルレオーネの最晩年の物語であり、彼のこれまでの所業に対する懺悔と苦悩を描きながら、その悲劇的な人生を壮大な楽曲節コーダで締めくくる。
コッポラによれば、本作は製作当初から、三部作（トリロジー）の最終作というよりも、前二部作（デュオロジー）に対する後日譚として位置けており、パラマウント側に却下されるまで、そのタイトルも『PART III』ではなく『コーダ：マイケル・コルレオーネの死』（原題: Coda: The Death of Michael Corleone）を予定していた。
公開30周年となる2020年、コッポラは本作を新たに再構成し、タイトルも当初の構想に基づく『ゴッドファーザー〈最終章〉：マイケル・コルレオーネの最期』（原題: The Godfather Coda: The Death of Michael Corleone）に変更して、作品を改めてリリースした。興行的な不発やアカデミー賞受賞に至らなかった点を含めて、世界映画史上最高傑作の一つとも評される偉大な前2作品に比して否定的な評価も少なくなかった本作であるが、この再編集版を期に再評価される動きが生まれている。

## あらすじ
1979年のニューヨーク、ファミリーのドンとなったマイケル・コルレオーネは、父の名を取った「ヴィトー・コルレオーネ財団」の名の下、合法的な組織を率いていた。「シチリア復興のための資金」との名目で行った多額の寄付が功を奏してバチカンより叙勲され、同時にバチカン内の資金運営を掌るアメリカ人のギルディ大司教との関係を得る。そして、それをきっかけとして長年にわたって非合法ビジネスに関与してきた一族の活動から引退を決意するとともに、合法ビジネスへの全面的な転換を画策していた。
その後、寄付の窓口的役割を果たしたギルディ大司教と、その関係者による横領で発生した莫大な損失金の穴埋めと引き換えに、バチカンと関係の深い、ヨーロッパを中心に活動する投資会社「インターナショナル・インモビリアーレ」の株の25%の取得、そして同社の経営権の奪取への後援を得ることで、合法ビジネスへの路線変更を試みる。だが、マイケルの後継者はマイケルの息子のアンソニーではなかった。アンソニーは「優しい伯父」であったフレドの粛清がトラウマとなり、一貫してファミリーとそのビジネスを嫌悪し、大学を中退しオペラ歌手への道を進もうとしていた。
その上で、マイケルは甥っ子にあたるヴィンセント（長兄ソニーの私生児）を自らに付き従わさせ、ファミリーの違法ビジネスの大部分を引き継いでいった。ヴィンセントと新興ボスであるジョーイ・ザザとの対立を和らげようとするものの、ヴィンセントの後見役となったことでマイケルとザザとの確執はかえって悪化する。アトランティック・シティのカジノホテル「パラッツォ・アズーリ」のペントハウスで行われた友好ファミリーの幹部会の最中、自身への待遇に不満を述べて途中退席したザザが手下を使って、上空のヘリコプターから会場を襲撃する。マイケルはヴィンセントの助けで難を逃れたものの、この襲撃により友好ファミリーの幹部が多数殺傷されてしまう。この襲撃は、旧来のファミリーから低い評価しか受けていなかったザザが単独で行ったわけではなく、自らも深い利権関係を持つバチカンとの関係を深めていたマイケルの追い落としを狙ったドン・アルトベッロの指示で行われたものだった。
またこの頃、アルトベッロの友人でイタリア政界の大物、かつ「インターナショナル・インモビリアーレ」の経営陣の一人で、ギルディ大司教をはじめとするバチカン内にも強い影響力を持つドン・ルケージによって、マイケルの「インターナショナル・インモビリアーレ」の経営権の奪取は激しい妨害を受けた上、マイケルが投資した資金がギルディ大司教が資金運用を委託していたアンブロシアーノ銀行頭取のフレデリック・カインジックに横領されてしまう。さらにマイケルには、糖尿病という病魔が忍び寄っていた。病状は進行し、襲撃後には低血糖発作により倒れて入院するという深刻な状態に陥ってしまう。
マイケルの妹コニーの支援を受けたヴィンセントは、マイケルの承認を受けないまま、アトランティック・シティの襲撃の報復としてザザを暗殺する。マイケルは自分の指示を受けずに行動したヴィンセントとコニーを叱責し、ヴィンセントに勝手な行動を慎むように言う。またこの頃、ヴィンセントはマイケルの娘であり従姉妹であるメアリーと恋仲になる。病状が回復したマイケルはシチリアに向かい、かつてソロッツォとマクラスキー警部を殺害した後に匿ってもらったドン・トマシーノの屋敷に滞在する。マイケルはバチカンへの工作を指示すると同時に、ヴィンセントにスパイとしてアルトベッロの元に潜入するように指示する。ヴィンセントはアルトベッロの元に近付き、一連の事態の黒幕がルケージであることを突き止める。ルケージとアルトベッロは利権を犯すマイケルを抹殺するため、殺し屋のモスカにマイケル殺害を依頼する。
同じ頃、マイケルはルケージと組むギルディを追い落として「インターナショナル・インモビリアーレ」の経営権を手に入れるため、改革派のランベルト枢機卿と手を結ぶ。その際、マイケルはランベルトに告解を行い、過去に犯した罪、特に次兄フレドを粛清した罪を告白する。シチリアに戻ったマイケルは、息子アンソニーのオペラデビューを観劇するために同行していた前妻ケイをコルレオーネに連れて行き、関係の修復を図る。二人の関係は修復したが、直後にトマシーノが何者かによって殺害され、マイケルは再び苦悩に陥る。マイケルはゴッドファーザーの地位をヴィンセントに譲り引退を決意する。ヴィンセントは「メアリーから手を引く」という条件を受け入れゴッドファーザーの地位を引き継ぎ、新法王となったランベルトの改革により失脚したルケージ、アルトベッロ、ギルディの殺害を指示する。
アンソニーのオペラデビューの日、ケイを含めたマイケル一家は総出で観劇に訪れ、マイケルを狙う殺し屋が差し向けられたことを知ったヴィンセントはその警備に当たる。同じ頃、ヴィンセントが送り込んだ刺客たちによりルケージ、アルトベッロ、ギルディの3人は殺害される。同時に彼らの差し金によってランベルトも毒殺されてしまい、また、劇場内でマイケルの警護に当たっていたヴィンセントの部下たちもモスカに殺されるが、マイケルはそうと知らないまま難を逃れる。オペラが終わり劇場を後にしようとするマイケルの元にモスカが忍び寄り銃撃する。取り押さえられたモスカはその場でヴィンセントに射殺されるが、モスカの放った銃弾はマイケルを負傷させ、さらに彼の側にいたメアリーの命を奪った。娘を失ったマイケルは絶叫し、それから十数年後、シチリアで追憶と孤独の中、死んでいった。

## 登場人物

### 主人公

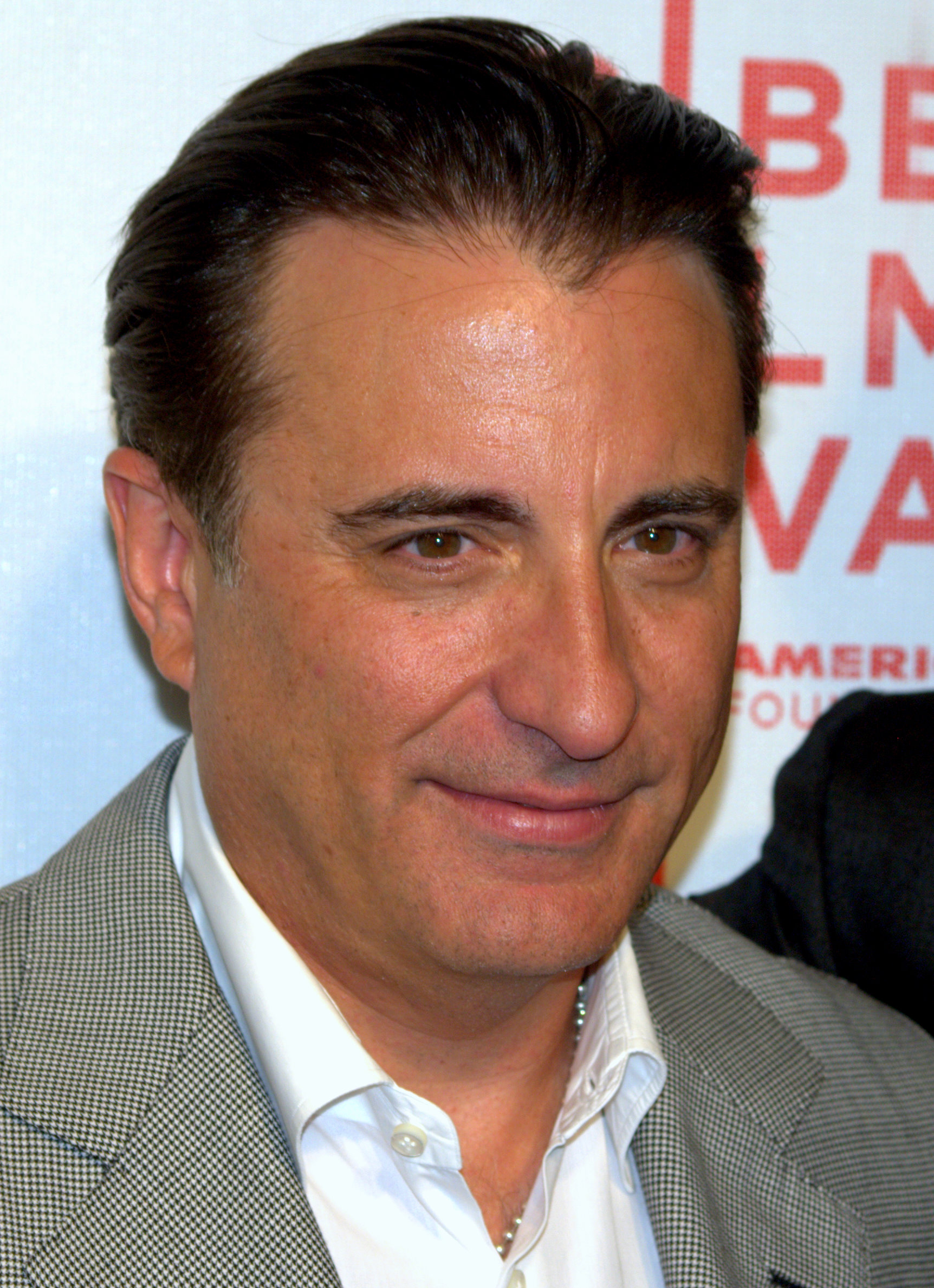
アンディ・ガルシア（2009年）

マイケル・“マイク”・コルレオーネ
演 - アル・パチーノ
コルレオーネ家の現家長。組織を合法化させることに尽力し、1979年にパパル賞を授与される。しかし完全にマフィアから足を洗うことはできず、過去に犯した罪に強い罪悪感を抱き続けている。合法ビジネスへの全面的な転換を試みようとするが、裏切ったジョーイ・ザザの襲撃を予知できず、ヴィンセントに助けられたことで判断力が鈍ったことを自覚し、そこへ糖尿病で倒れて衰えを感じざるを得なくなる。父の生まれ故郷のシチリア島のコルレオーネ村で療養生活を過ごすうちに徐々に引退へと心が傾いていく。そして志半ばで甥のヴィンセントに後を継がせ、完全に引退を決意する。
ヴィンセント・マンシーニ
演 - アンディ・ガルシア
マイケルの兄ソニー・コルレオーネの愛人の息子。父親譲りの喧嘩早い性格で、考えたことをすぐに口にする。かねてから対立していたザザとの和解を進めるマイケルに反発していた。マイケルに命じられて彼に付き従い、ゴッドファーザーとしての苦労や過去を知るにつれ心を開き、忠言を受け入れて献身的に仕えるようになる。最終的にマイケルの後を継いで三代目の家長となり、ドン・ヴィンセント・コルレオーネと名乗る。

### コルレオーネ一族
コンスタンツァ・“コニー”・コルレオーネ・リッツィ
演 - タリア・シャイア
マイケルの妹。一作目で夫をマイケルに粛清されてファミリーを離れたが、二作目で和解に至った。本作ではマイケルの辛い宿命を理解し、ファミリーの仕事にも従事している他、ヴィンセントの母親的立場を取る。長年の心労で弱ったマイケルに引退を勧める。
ケイ・アダムス・マイケルソン
演 - ダイアン・キートン
前作で子供を中絶したことでマイケルと離婚。今は別の男性と再婚しているが、息子アンソニーの進路でマイケルに再度接近する。マイケルに対する愛情を未だ内に秘めている。
メアリー・コルレオーネ
演 - ソフィア・コッポラ
マイケルの長女。マイケル率いるシチリア復興財団の表向きの代表者とされる。従兄弟であるヴィンセントと恋仲になりながらも、組織の抗争に翻弄される。
アンソニー・ヴィトー・コルレオーネ
演 - フランク・ダンブロシオ
マイケルの長男。愛称はトニー。かつてのマイケルのように心優しい好青年。親しかった伯父のフレドが前作で殺されたことをきっかけに父親の裏の顔を知り、家業を継ぐことを拒否してオペラ歌手の道に進む。しかし、父親への尊敬や愛情は変わらず、マイケルと和解した。

### コルレオーネ・ファミリー
※トム・ヘイゲンは物語開始以前に死去しており今作には登場しない。
アルベルト・“アル”・ネリ
演 - リチャード・ブライト
マイケルを身近で支える存在。後にバチカンへ赴き、マイケルを裏切ったギルディ大司教を射殺する。
B・J・ハリソン
演 - ジョージ・ハミルトン
トム・ヘイゲンが亡くなっているため、今作におけるマイケルの弁護士を務めている。常にマイケルと行動を共にし、インモビリアーレ買収で活躍する。
アンドリュー・ヘイゲン
演 - ジョン・サヴェージ
トム・ヘイゲンの息子で聖職者。マイケルにとって血縁はないが事実上の甥にあたり、常に目をかけている。マイケルとギルディ大司教の手引きの結果バチカンに赴任することになった。ラストのオペラシーンではマイケルの親族として列席する。
ドン・トマシーノ
演 - ヴィットリオ・デューズ
シチリアに住むコルレオーネ・ファミリーの忠節な後見役。イタリアとバチカン内の動きに通じ、ギルディ大司教の裏切りを知ったマイケルにランベルト枢機卿を紹介する。郊外の路傍で偶然モスカ親子に出会い、彼らの正体に気付いたため射殺される。
カロ
演 - フランコ・チッティ
シチリアに住むマイケルのボディーガード(第一作にも登場)。ドン・トマシーノ暗殺に際しては悲しみ、怒り、その復讐をマイケルに誓う。後にルケージ宅へ赴き、メガネを奪い取って首を突き、復讐を果たした。（この際にカロもルケージのボディガードに射殺されたと思われる）
ドミニク・アッバンダンド
演 - ドン・ノヴェロ
父の恩人の息子でマイケルを支える側近。
アーマンド＆フランシスコ
演 - ロゲリオ・ミランダ&カルロス・ミランダ
ヴィンセントの部下でボディーガードを勤める双子の兄弟。オペラ劇場内でモスカに相次いで刺殺される。
ジョニー・フォンテーン
演 - アル・マルティーノ
父がかつてそのキャリアを助けた大御所歌手。マイケルの叙勲記念パーティーで歌を披露するなど今もファミリーと友好関係を持つ。

### 対立するマフィア
ドン・アルトベッロ
演 - イーライ・ウォラック
マイケルの妹、コンスタンツィアの名付け親（ゴッドファーザー）。マイケルとは旧知の仲で、マイケルの財団に多額の寄付をするなど表向きは良い関係を保つが、ドン・ルケージと通じており、ザザを使いマイケルの暗殺を試みるが失敗。その後マイケルの意を受け近づいてきて部下となったヴィンセントによって真意を暴かれ、劇場内でコニーから渡された毒入りカンノーロを食べて、上演中に毒殺される。
ジョーイ・ザザ
演 - ジョー・マンテーニャ
コルレオーネ・ファミリーのアルトベッロの子飼いで、ヴィンセントと対立している。出世を拒まれマイケルら幹部会を恨んでいるが、当のマイケルからはチンピラ呼ばわりされている。アルトベッロの意を受け、会合の場でマイケルとファミリーのメンバーの暗殺を試みるがマイケルたちを取り逃がし、その後騎馬警官に扮したヴィンセントに射殺される。
アントニー・スクゥイルアロ
演 - ビト・アンツォフェルモ
ジョーイ・ザザのボディーガード。ザザの暗殺時にヴィンセントの部下に暗殺される。
モスカ
演 - マリオ・ドナトーネ
シチリア人。組織に属さないフリーの殺し屋。過去にアルトベッロと手を組んでいた。アルトベッロにマイケルの暗殺を依頼される。聖職者に成りすまし、シチリアで偶然出会ったドン・トマシーノを射殺。終盤の劇場内でヴィンセントの部下たちを殺害した後、客先のマイケルを小銃で狙撃しようと試みるが機会を逃して失敗。終演後、劇場外に出たマイケルを拳銃で狙うが腕を傷付けるにとどまり、二発目で誤ってメアリーを射殺。自身はその直後に周囲の人々によって取り押さえられ、駆け付けたヴィンセントによって射殺される。
スパラ
演 - ミケーレ・ルッソ
シチリア島モンテレプレ村に住む殺し屋モスカの息子。ロバのものまねが得意で、求められてドン・トマシーノの前で披露する。父とともに聖職者の姿をしてマイケル殺害に向かうが、ドン・トマシーノに見破られる。オペラハウスでは出演者のひとりに扮し、終演後の劇場前でロバのものまねをして警備の注意を引き、モスカがマイケルを狙うすきを作る。

### その他
ギルディ大司教
演 - ドナル・ドネリー
宗教事業協会（バチカン銀行）総裁で、バチカンの資金運営を掌るアメリカ地区担当の大司教。マイケルが組織を合法化させるために一番頼っていた人物。金融スキャンダルでバチカン銀行が7億ドルを超える巨額の負債を抱えたことで窮地に陥り、マイケルにバチカンが実質的なオーナーとなっている国際的な投資会社「インモビリアーレ」の株式を6億ドルで買い取る取引を持ちかけた。マフィア関係の事業を清算する事を引き換えにマイケルに資金洗浄を要求するが、その後ルケージやカインジックと裏で繋がっていることが明らかになる。ランベルトの死後、ネリによってバチカン内で射殺される。
モデルはポール・マルチンクスとされる。
ドン・リシオ・ルケージ
演 - エンツォ・ロブッティ
インモビリアーレ社の取締役会長で、外出時にはカラビニエリの警護を受けるイタリア政財界の有力者。アルトベッロの友人でギルディ大司教を通じバチカン内部にも影響力を持つ人物。マイケルの意を受けて自宅を訪れたカロにより暗殺される。
モデルは、リーチオ・ジェッリ（イタリア社会運動幹部、ロッジP2代表）もしくはジュリオ・アンドレオッティ（元イタリア首相）とされる。
フレデリック・カインジック
演 - ヘルムート・バーガー
ギルディ大司教の下で、バチカン銀行のマネーロンダリングを行うアンブロシアーノ銀行頭取のスイス人。マイケルがギルディ大司教に支払ったインモビリアーレ買収資金を着服し逃亡したが、逃亡先でマイケルの手下に暗殺され橋の下につるされた。
モデルはロベルト・カルヴィとされる。
ランベルト枢機卿 （教皇ヨハネ・パウロ）
演 - ラフ・ヴァローネ
ドン・トマシーノの紹介によりマイケルが頼ることになる革新派の枢機卿。その後教皇に選出され、ギルディ大司教とルケージらによるバチカン内の汚職の一掃を表明するも、粛清を恐れたギルディ大司教一派に毒殺される。
モデルはヨハネ・パウロ1世とされる。
グレース・ハミルトン
演 - ブリジット・フォンダ
ジャーナリストでヴィンセントのガールフレンドとなる。ヴィンセントを狙ったジョーイ・ザザの手先に人質にされたことがきっかけでヴィンセントと別れる。

## キャスト一覧 / 日本語吹き替え
| 役名                                | 俳優                                | 日本語吹き替え                       | 日本語吹き替え                              |
| 役名                                | 俳優                                | ソフト版 （追加収録部分）            | フジテレビ版                                |
| ----------------------------------- | ----------------------------------- | ------------------------------------ | ------------------------------------------- |
| ドン・マイケル・コルレオーネ        | アル・パチーノ                      | 野沢那智 （岩崎ひろし）              | 野沢那智                                    |
| ケイ・アダムス                      | ダイアン・キートン                  | 鈴木弘子                             | 鈴木弘子                                    |
| ヴィンセント・マンシーニ            | アンディ・ガルシア                  | 関俊彦                               | 江原正士                                    |
| コニー・コルレオーネ                | タリア・シャイア                    | 駒塚由衣                             | 麻志奈純子                                  |
| メアリー・コルレオーネ              | ソフィア・コッポラ                  | 井上喜久子                           | 鈴鹿千春                                    |
| アンソニー・コルレオーネ            | フランク・ダンブロシオ              | 高宮俊介                             | 松本保典                                    |
| アル・ネリ                          | リチャード・ブライト                | 屋良有作                             | 若本規夫                                    |
| アンドリュー・ヘイゲン              | ジョン・サヴェージ                  | 水野龍司                             | 大滝進矢                                    |
| ドン・アルトベッロ                  | イーライ・ウォラック                | 富田耕生                             | 納谷悟朗                                    |
| ジョーイ・ザザ                      | ジョー・マンテーニャ                | 大塚明夫                             | 谷口節                                      |
| B・J・ハリソン                      | ジョージ・ハミルトン                | 岡部政明                             | 小川真司                                    |
| グレース・ハミルトン                | ブリジット・フォンダ                | 深見梨加                             | 堀越真己                                    |
| ランベルト枢機卿                    | ラフ・ヴァローネ                    | 池田勝                               | 小林修                                      |
| ギルディ大司教                      | ドナル・ドネリー                    | 宮内幸平 （麻生智久）                | 青野武                                      |
| ドン・リシオ・ルケージ              | エンツォ・ロブッティ                | 松岡文雄                             | 阪脩                                        |
| ドミニク・アッバンダンド            | ドン・ノヴェロ                      | 石塚運昇 （玉木雅士）                | 小島敏彦                                    |
| フレデリック・カインジック          | ヘルムート・バーガー                | 大木民夫                             | 大木民夫                                    |
| カーロ                              | フランコ・チッティ                  | 大山高男                             | 岡部政明                                    |
| モスカ                              | マリオ・ドナトーネ                  | 今西正男                             | 藤本譲                                      |
| ドン・トマシーノ                    | ヴィットリオ・デューズ              | 村松康雄                             | 宮内幸平                                    |
| ジョニー・フォンテーン              | アル・マルティーノ                  | 池田勝                               | 小林修                                      |
| ルー・ペニーノ                      | ロバート・チッチーニ                | 梅津秀行                             | 伊藤和晃                                    |
| アントニー・スクゥイルアロ          | ビト・アンツォフェルモ              | 稲葉実                               | 笹岡繁蔵                                    |
| レオ・クーネオ                      | アル・ラッシオ                      |                                      | 島香裕                                      |
| マルティ・パリシ                    | ミッキー・ノックス                  |                                      | 伊井篤史                                    |
| ルーシー・マンチーニ                | ジニー・リネロ                      | 秋元千賀子                           |                                             |
| テレサ                              | テレ・リヴラノ                      | 巴菁子                               |                                             |
| フレド・コルレオーネ （回想シーン） | ジョン・カザール （クレジットなし） | 中江真司                             | 神谷和夫                                    |
| その他                              | -                                   | 小島悠理 追加収録部分 長谷川敦央     | 小室正幸 久保田民絵 荘司美代子 佐々木みち代 |
| 日本語版スタッフ                    |                                     |                                      |                                             |
| 演出                                |                                     | 小林守夫 （伊達康将）                | 小林守夫                                    |
| 翻訳                                |                                     | 島伸三 （佐々井麻衣） （加藤真由美） | 木原たけし                                  |
| 調整                                |                                     | 金谷和美                             | 荒井孝 上村利秋                             |
| 効果                                |                                     | リレーション                         | リレーション                                |
| 制作                                |                                     | 東北新社                             | 東北新社                                    |

- ソフト版：VHS・DVD・BD収録。『最終章』にも本編に合わせ一部再録・再編集して収録。
- フジテレビ版：初回放送1994年11月19日『ゴールデン洋画劇場』21:04-23:54 ※独自編集が行われているシーンがあり[10]ザ・シネマでは該当部分を権利元からの素材を編集し放送[11]。正味142分。ソフト未収録

※日本語吹替は上記のものの他に、山寺宏一と水野龍司が出演した機内上映版が存在する。

## 製作

### 背景
コッポラは過去の2作で「ゴッドファーザー」の全貌を語り尽くしたと考えており、続編の製作には後ろ向きであったため、続編の製作には前作から16年の歳月を要した。パラマウントは、この16年の間、折に触れてはこのドル箱シリーズの第3弾を、コッポラに作らせようと働きかけていた。80年代前半には、シルベスター・スタローンの監督・主演、ジョン・トラボルタの共演で『PART Ⅲ』の製作が企画されたこともあった。
コッポラは、1982年の作品『ワン・フロム・ザ・ハート』の莫大な製作費と興行的な不振により破産を経験しており、その後数々の作品を製作するも経済的苦境から抜け出すことが出来ていなかった。そのため、自分の意図を最大限尊重するという確約を取った上で、ようやくパラマウントの「ゴッドファーザー」続編製作という提案に乗ることになった。

### 脚本
コッポラは本作の脚本で再びマリオ・プーゾと共同作業を行うことになる。『PART II』の場合と同様、プーゾはコッポラが参加する前に、すでに脚本の下絵を描いていた。1979年、マリオ・プーゾの原作をもとにディーン・リーズナーによって書かれた初稿は、マイケル・コルレオーネの息子でCIAのために働く海軍士官アンソニーと、中米の独裁者暗殺計画へのコルレオーネ一家の関与を中心に描かれていた。この初期の脚本の要素はほとんど最終作に引き継がれなかった。しかし、捨てられた脚本の中のある要素に好感を持った。プーゾは、ソニー・コルレオーネの隠し子ヴィンセントを登場させていた。ヴィンセントは、『ゴッドファーザー』で、ソニーが付添人のルーシー・マンチーニと不倫関係を持ったときにできた子であった。マイケルは60代半ばになり、『ゴッドファーザー』のドン・ヴィトーと同じ年齢になったため、この映画の若い男性の主役は、前2作のマイケルに代わってこのヴィンセントが務めることになった。またコッポラは、ストーリーのアイデアを探しているときに、バチカン銀行のスキャンダルに関する報道を目にし、マフィアが関与していることを知り、これを何とかストーリーに組み込めないかと考えた。「ベネズエラの麻薬王やマシンガンの話だけではない、豊饒なストーリーがあると思った」とコッポラは述べている。「ヨハネ・パウロ1世」や「ジュゼッペ・シーリ枢機卿」、「アロイーシオ・ロシャイデル枢機卿」、「ロッジP2」「バチカン銀行」など、実在の人物や組織の名前が劇中で登場するほか、劇中においてバチカンと関係の深い投資会社として登場した「インターナショナル・インモビリアーレ」社も、実際の「ソシエタ・ジェネラレ・インモビリアーレ」社に極めて近い名前が採用された。なお、パラマウント映画の親会社「ガルフ&ウェスタン」社と「インモビリアーレ」社は銀行家のミケーレ・シンドーナ（題材事件の発端となった人物）を通じて以前密接な繋がりがあり、第1作『ゴッドファーザー』の製作資金の一部はシンドーナおよびインモビリアーレから出ていた。本作のエンドクレジットには、これらの手引きをした人物である「ガルフ&ウェスタン」社会長のチャールズ・ブルードーンに「本作を捧ぐ」と表示される。
コッポラとプーゾは、別々に執筆し、お互いの作品を修正するという慣例的な手順を踏んだ。コッポラが前半を、プーゾが後半を構成し、最終的な脚本は、前作の終わりから20年後、マイケルがケイと結婚するときに約束した「コルレオーネ家の全投資を合法化」するために、ようやく動き出したころの設定となった。3部作の連続性を確保するため、コッポラ監督は製作スタッフの大半を再集結させた。撮影監督のゴードン・ウィリス、プロダクション・デザイナーのディーン・タヴォウラリス、作曲家のカーマイン・コッポラ、そして以前コッポラのサウンド・エンジニアを務めていた編集者のウォルター・マーチなど、常連組のチームであった。

### キャスティング
アル・パチーノ、ダイアン・キートン、タリア・シャイアが前2作の役を再演した。トム・ヘイゲン役を演じたロバート・デュバルは、パチーノと同等の給料が支払われない限り、参加することを拒否した。のちにデュバルは、「パチーノに僕の2倍の給料を払ったのならいいが、3倍や4倍は無理だ」と述べた。デュヴァルはギャラだけでなく本作における自分の役の大きさにも不満を抱いており、トム・ヘイゲンが前2作で演じたような重要な役割を、本作では演じていないと感じたようである。デュヴァルが降板したため、コッポラは脚本を書き直し、トム・ヘイゲンは物語が始まる前に死去したことになり、物語の中でヘイゲンの代わりにジョージ・ハミルトンが演じるB・J・ハリソンというキャラクターを作り出した。コッポラはのちのインタビューで、デュヴァルの不在について「私にとっても、この映画にとっても大きな損失だった」と述べている。デュヴァルは2010年のインタビューで、出演を断ったことを決して後悔していないことを認めている。
新たな主要人物であるヴィンセント役には、当時新人俳優として注目されていたキューバ系のアンディ・ガルシアが起用された。メアリー・コルレオーネ役には、当初はジュリア・ロバーツが決まっていたが、スケジュールの都合で降板した。マドンナはこの役をやりたがったが、コッポラは彼女がこの役には年を取りすぎていると感じた。レベッカ・シェーファーがオーディションを受けることになっていたが、熱狂的なファンに殺害された。ウィノナ・ライダーは神経衰弱のため、土壇場でこの映画から脱落した。最終的に、監督の娘ソフィア・コッポラがメアリー役に選ばれた。ソフィア・コッポラは幼児期、『ゴッドファーザー』でマイケル・コルレオーネの幼い甥を演じており、同作品の終盤の洗礼式で登場した（『PART II』でも、9歳のヴィト・コルレオーネがエリス島に蒸気船で到着するシーンで小さな移民の子供として登場）。この映画でカメオ出演した他のコッポラ親族には、監督の妹のタリア・シャイア（コニー役）以外に、監督の父親のカーマイン・コッポラ（バンドリーダー役）、叔父のアントン・コッポラ（オペラの指揮者役）、孫娘のジア・コッポラ（コニーの孫娘役）などがいる。

### 音楽
前2作の劇伴を担当したニーノ・ロータ（1979年に死去）の作品が使用されるとともに、カーマイン・コッポラが追加作曲を行なった。また、本シリーズのテーマ曲『愛のテーマ』がイタリア語の歌詞を与えられ、映画の中でアンソニー・コルレオーネ役のフランク・ダンブロシオによって歌われた（シチリアに古くから伝わる民謡という設定で言及された）。終盤では、マスカーニ作曲のシチリアを舞台にしたオペラ『カヴァレリア・ルスティカーナ』がフィーチャーされている。また、劇中には登場しないが、本作のためにカーマイン・コッポラ作曲、ジョン・ベティス作詞、ハリー・コニック・ジュニア歌唱の楽曲『Promise Me You'll Remember』が製作され、エンドクレジットで流された（サウンドトラック・アルバムに収録）。

### 撮影
撮影は1989年11月15日に開始される予定であったが、11月27日に延期された。ローマのチネチッタ・スタジオで撮影が開始され、ローマのあちこちで大規模なロケが行われた。前2作でコルレオーネ村として登場したシチリアのフォルツァ・ダグロも再び登場する。マイケルの息子アンソニーが映画のクライマックスでオペラデビューするオペラハウスには、シチリア・パレルモのマッシモ劇場が選ばれた。ヨーロッパでの撮影が終わると、ニューヨークへ移動してロケが行われた。序盤のマイケルの聖セバスチャン勲章叙勲シーン（再編集版ではカット）は、第1作で洗礼式のシーンが撮影されたニューヨークのセント・パトリック大聖堂で行われた。撮影は1990年5月25日まで続いた。125日間の撮影を共にしたキャストとスタッフは、すべてが終わってしまうことを残念に思っていた。

### 再編集
公開30周年となる2020年9月、フィルムと音声を修復し、新たなオープニングとエンディング及び音楽を付け加えて再構成し、タイトルを当初の構想に基づく『Mario Puzo's The Godfather Coda: The Death of Michael Corleone』としたニューバージョンを12月4日にアメリカの一部劇場で公開。8日に映像ソフト化とストリーミング配信する予定と発表された。日本では『ゴッドファーザー<最終章>:マイケル・コルレオーネの最期』のタイトルで12月23日にブルーレイが発売された。収録時間は158分と、公開版より短くなっている。コッポラは今回の編集作業を振り返り、古いセーターの修復に例えて、糸のほつれを直す内に新しいセーターを編むことになったと表現した。鑑賞したアル・パチーノは「良くなったと確信した」と『最終章』の出来栄えを称え、『PART III』を「好きじゃなかった」というダイアン・キートンは、再編集版を見て「人生最高の出来事のひとつ」と絶賛した。
なお、本作公開後、ガルシアの主演で、レオナルド・ディカプリオを共演に迎えて『PART Ⅳ』を製作する企画がパラマウント内で上がったことがあったが、実現することはなかった。続編の可能性については、ゴッドファーザー#続編の可能性を参照。

## 公開
パラマウント・ピクチャーズの配給で1990年12月20日にビバリーヒルズでプレミア上映され、12月25日に全米で公開された。クリスマス当日に合計600万ドルの史上最高額を叩き出し、1997年に『タイタニック』に抜かれるまで、7年間この記録を保持した。国内の劇場レンタル料は6700万ドルで、前作『PART II』より2000万ドルも多かったが、最終的な興行収入は米国とカナダで6670万ドル、その他の地域で7010万ドル、全世界で1億3680万ドルとなり、前作には及ばない結果となった。

## 解説

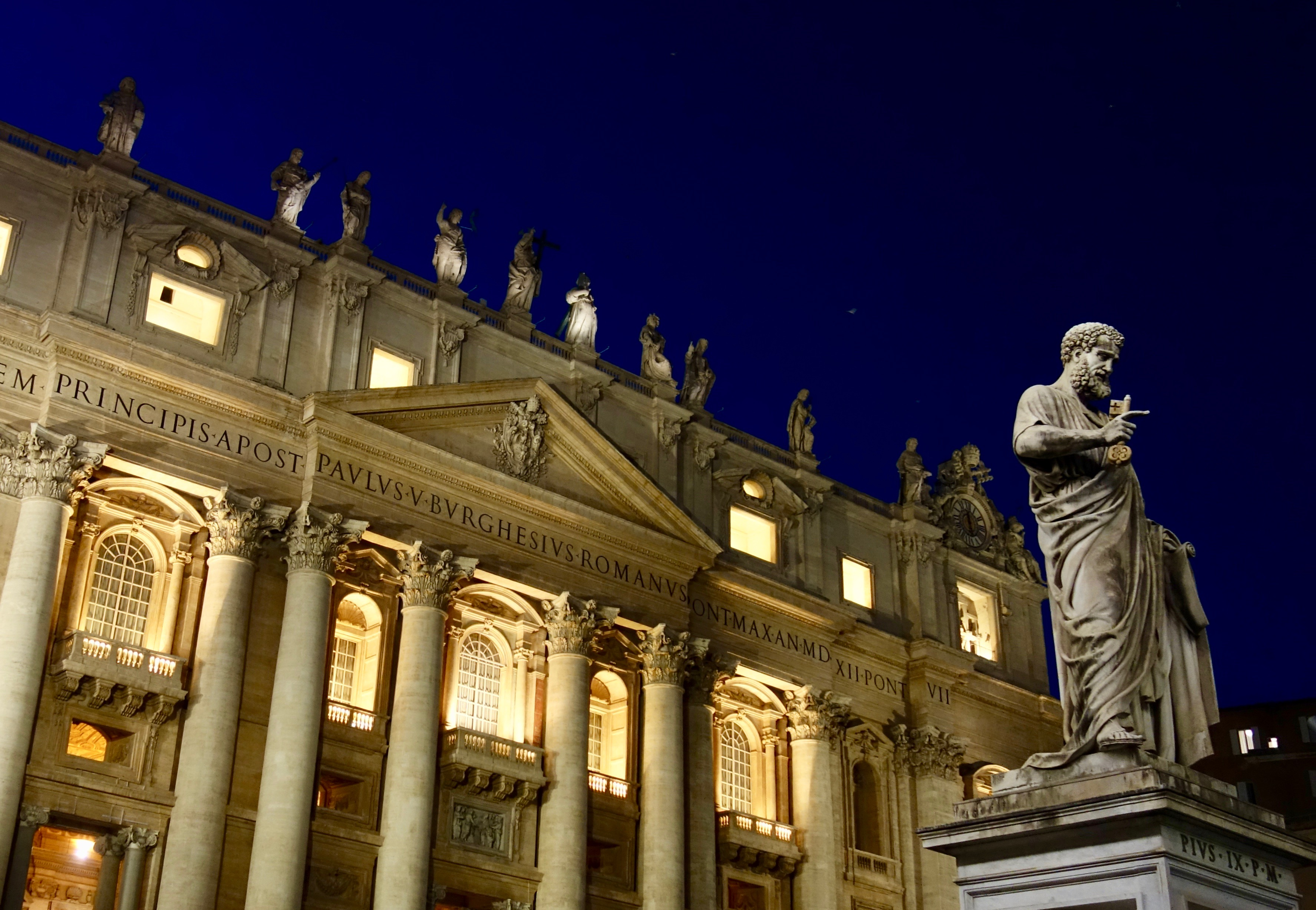
バチカンのサン・ピエトロ大聖堂

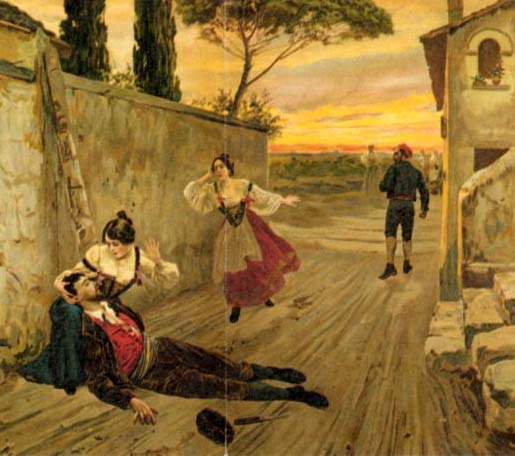
ピエトロ・マスカーニ作曲のオペラ『カヴァレリア・ルスティカーナ』

移民二世として旧世界と新世界の狭間で翻弄された主人公マイケル・コルレオーネの人生に終止符が打たれる。第1作のヴィトーと同じ年齢になり、老境に入ったマイケルは、自身が過去に犯した罪に目を向け、旧世界への回帰を目指すも、結局新世界がもたらす暗い運命から逃れることはできず、罪を贖うための究極の代償を伴って、その悲劇的な人生に幕を下ろした。
華やかなレセプションとその裏で繰り広げられる闇社会の謀議という伝統のオープニングは、第2作のアメリカ文化に支配された新世界的雰囲気とは対照的に、再び第1作のようなイタリア文化に支配された旧世界的雰囲気で始まり、その回帰を示唆した。しかし最終的には、旧世界の象徴であるはずのバチカンが、信者の精神的共同体であるだけでなく、資本主義に侵された、殺人をも厭わない世俗的機関であることが明らかとなり、ここでボルジア家との類似性が強調された。一方で、この一連の騒動を経て”真の聖職者”に出会ったマイケルは、静かに自分の中の悪魔と向き合い、過去と和解するために、告解の秘蹟に服従することになる。
コニー・コルレオーネの「マクベス夫人」あるいは「ルクレツィア・ボルジア」へのドラマチックな変貌は、ドン・ヴィトーの厳格に定義された旧世界の男性社会から始まり、最終的に元の移民が夢見なかった女性のエンパワーメントの土地へと旅立ったことを示唆している。それはコニーが、本作で冷酷さと優しさ、そして家族への愛情を併せ持つ、ヴィトーと重なるキャラクター性になっていることでも裏付けられる。さらに彼女の元で新たに台頭したヴィンセントは、ヴィトー、マイケル、ソニー、フレドという、これまでの男性像の保管庫として機能している。ケイ・アダムスは、ランベルト枢機卿とともに、マイケルの贖罪に強い関心を抱き、彼に救いの手を差し伸べる役割になった。マイケルが息子アンソニーに求めたものは、大学を卒業して一族の合法的なビジネスの発展を担うという正当なキャリアを歩むことであったが、アンソニーがそのような実用的なキャリアに抵抗して思索的な将来を目指す姿勢は、第2作のラストで描かれた若き頃のマイケル自身に投影される。ヴィンセントとメアリーの従兄妹同士の恋愛については、ある男爵夫人が従兄弟を愛してしまったために、夫人の父親が彼女を名誉のために殺害してしまうという、16世紀のシチリアのロマンス『カリーニ男爵夫人』（La Baronessa di Carini）とリンクさせている（劇中に人形劇として登場）。
映画のフィナーレは、シチリア・パレルモで行われたマスカーニ作曲のオペラ公演『カヴァレリア・ルスティカーナ』で締め括られ、シチリアの村での復讐劇をテーマにした壮大な舞台となり、これまでの三部作そのものがオペラであることを比喩的に結びつけた。舞台上のメロドラマは、舞台袖やバチカンでの暴力的な出来事とシンクロしながら進行していく。ここでも第1作のように、敵が排除される一方で息子の勝利を見守ることになる。しかしラストは、アポロニアやケイを失ったのと重なるように、最愛の女性である娘メアリーの喪失によって、マイケルは深い罪悪感を抱きながらその激情を初めて露わにする。贖罪という大きな問いに、第1作オープニングのヴィトーとコニーのようにマイケルとメアリーがワルツを踊る映像がフラッシュバックしながら、『カヴァレリア・ルスティカーナ』の甘美な間奏曲（インテルメッツォ）を巡るオペラの音楽で答える。歌劇の中で、サントゥッツァはトゥリッドゥに対して贖罪を望んでいるが、彼女の行動は彼を贖罪からさらに遠ざけてしまう。トゥリッドゥは、手遅れになるまで贖罪をほとんど気にせず、そのために悲劇的な運命を導いた。再編集版では、マイケルは物理的な死という甘い安堵を与えられていない。最後の引用にあるように、マイケルは自分の罪と向き合い、失ったものを真に悔いるための「長い人生」（Cent'anni）を与えられる。彼は、この恐ろしい結末から何年も何年も生き長らえていたかもしれない。しかし、彼はそのために支払った代償を決して忘れることはなかった。

## 評価

### 批評家
批評家たちからの公開時の評価は全体的には概ね肯定的で「見る価値がある」とされたものの、過去2作の評価が極めて高いことや、本作の公開3ヶ月前にギャング映画の名作『グッドフェローズ』（マーティン・スコセッシ監督）が公開され競合する結果になったこともあり、世間的には「失敗した続編」という扱いを受けた。
本作に対する公開当時の一般的な批判は、ソフィア・コッポラの演技、ロバート・デュバルの不在、複雑なプロット、そして「独立した」物語としての映画の不十分さに焦点が当てられている。なかでもメアリー・コルレオーネ役のソフィア・コッポラに対する批判は、急遽のキャスティングで特にキャリアがないままに縁故主義的な形で主要な助演女優に抜擢されたこともあり、映画公開前から苛烈なものであった。コッポラ監督は、批評家たちが「私を攻撃するために（私の）娘を利用した」と主張し、父の罪のためにメアリーが究極の代償を払う映画の結末と照らして皮肉なことだと述べている。これには主演のアル・パチーノも「私はあの子が大好きだし、当時は大したものだった」と同情している。
Rotten Tomatoesでは、オリジナルの『PART III』は67件のレビューに基づいて67%の支持率を獲得し、平均評価は6.40/10である。同サイトの批評家コンセンサスは「ゴッドファーザー・サーガの最終章は、ビジネスシーンでは前作を彷彿とさせる迫力があるが、迫力に欠けるパフォーマンスと混乱したトーンにより、コルレオーネの物語に終止符が打たれない」とした。Metacriticは、19人の評論家に基づいて、100点満点中60点の加重平均点を与え、これは「混合または平均評価」を示す。CinemaScoreによって投票された初日の観客は、A+からFまでのスケールで「B+」という平均点を与えた。
著名な映画評論家のロジャー・イーバートは、その批評の中で「前2作を知らずにこの映画を理解することは不可能だ」と述べながらも、熱狂的な批評を書き、この映画に星4つ中3つ半を与え、彼が当初『PART II』に与えた評価よりも高い評価となった（2008年の再評価では、『PART II』に4つ星を与え、彼の偉大な映画リストに加えている）。また、ソフィア・コッポラをミスキャスティングではないと擁護し、「フランシス・フォード・コッポラが、当初この役を演じることになっていた経験豊富で才能ある若手女優ウィノナ・ライダーから、どのような演技を引き出したかを予測することはできない。しかし、ソフィア・コッポラは、メアリー・コルレオーネに独自のクオリティをもたらしたと思う。この役柄にふさわしい、率直な弱さと素朴さがある」とした。ゲイリー・フランクリンは、ソフィア・コッポラのキャスティングについて「インスピレーションを受けた」と呼び、彼女のキャラクターは「見事に演じられた」と述べた。オーウェン・グレイバーマンもまた、ソフィア・コッポラを「この非女優は熟した思春期の妖艶さを持っている」と評価した。
シーラ・ベンソン、ケビン・トーマスらは、同年の映画トップ10リストに本作を含めた。そのほか、リチャード・コーリス、ジーン・シスケル、ジャック・クロール、スティーヴン・ハンター、アンドリュー・サリス、レナード・マルティン、ジェームズ・ベラーディネリらが、ある程度の欠点を指摘しつつも賞賛した。なかでもベラーディネリは、終盤30分のプロットを中心に監督の演出を絶賛し、「前2作と並んで評価されるに足る十分なパンチ力を備えている。この映画は、マイケル・コルレオーネの物語を完結させるだけでなく、第1部、第2部の形式とスタイルを忠実に再現しているのだ。この章を含む1つの壮大な叙事詩として、映画『ゴッドファーザー』は、これまで映画化された作品の中で最も堅実で感情豊かな物語の1つである」とした。
2020年にリリースされた再構成版の『ゴッドファーザー〈最終章〉：マイケル・コルレオーネの最期』は、オリジナル版よりも高い評価を受けた。Rotten Tomatoesでは、57件のレビューに基づき86%の支持率を得ており、平均評価は7.50/10である。同サイトの批評家のコンセンサスは、「『The Godfather Coda: The Death of Michael Corleone』は、フランシス・フォード・コッポラ監督の壮大なギャング映画の最終回を新鮮に（わずかではあるが）編集したバージョンで、観客を再び引き込む」とする。Metacriticでは、この映画は14件のレビューに基づいて、100点のうち76点の加重平均点を与えられ、「概ね好評」であることを示した。
キャリン・ジェームスは、2020年に「『ゴッドファーザー PART III』が不当に悪魔化されている理由」と題した寄稿をBBCに掲載し、その中で「コッポラが新たに復元、再編集、改名したバージョンを抜きにしても、この映画がいかに深刻な過小評価を受けているかは、後知恵だけでわかるはずだ」と述べた。脚本家の三谷幸喜は、三部作で最も好きなシーンとして、本作のマイケルが懺悔するところを挙げており、同じ問いに作家の柚月裕子は、本作のマイケルが絶叫するラストシーンを挙げている。

### 栄誉
ゴールデングローブ賞に7部門、アカデミー賞には7部門でノミネートされながらも、結局いずれも受賞には至らず、唯一スペインの映画賞、フォトグラマス・デ・プラータの外国語映画賞を受賞するのみに留まった。ここで主人公を演じたアル・パチーノは、自身の出世作である本シリーズでアカデミー賞を受賞することは叶わず、全3作を通して受賞できたのは前作での英国アカデミー賞主演男優賞の1度のみとなった。
メアリー・コルレオーネ役のソフィア・コッポラは、同年度のゴールデンラズベリー賞の最低助演女優賞・最低新人賞を受賞した。

### 主な受賞歴
| 賞                           | 部門                                          | 候補者                                                 | 結果       |
| ---------------------------- | --------------------------------------------- | ------------------------------------------------------ | ---------- |
| アカデミー賞                 | 作品賞                                        | フランシス・フォード・コッポラ                         | ノミネート |
| アカデミー賞                 | 主演男優賞                                    | アル・パチーノ                                         | ノミネート |
| アカデミー賞                 | 助演男優賞                                    | アンディ・ガルシア                                     | ノミネート |
| アカデミー賞                 | 監督賞                                        | フランシス・フォード・コッポラ                         | ノミネート |
| アカデミー賞                 | 撮影賞                                        | ゴードン・ウィリス                                     | ノミネート |
| アカデミー賞                 | 美術賞                                        | ディーン・タブラリス / ゲイリー・フェティス            | ノミネート |
| アカデミー賞                 | 編集賞                                        | バリー・マルキン リサ・フラックマン ウォルター・マーチ | ノミネート |
| アカデミー賞                 | 歌曲賞                                        | カーマイン・コッポラ ジョン・ベティス                  | ノミネート |
| ゴールデングローブ賞         |                                               |                                                        |            |
| 作品賞 (ドラマ部門)          |                                               | ノミネート                                             |            |
| 監督賞                       | フランシス・フォード・コッポラ                | ノミネート                                             |            |
| 主演男優賞 (ドラマ部門)      | アル・パチーノ                                | ノミネート                                             |            |
| 助演男優賞 (映画部門)        | アンディ・ガルシア                            | ノミネート                                             |            |
| 脚本賞                       | フランシス・フォード・コッポラ マリオ・プーゾ | ノミネート                                             |            |
| 作曲賞                       | カーマイン・コッポラ                          | ノミネート                                             |            |
| 主題歌賞                     | カーマイン・コッポラ ジョン・ベティス         | ノミネート                                             |            |
| 全米監督協会賞               | 長編映画監督賞                                | フランシス・フォード・コッポラ                         | ノミネート |
| フォトグラマス・デ・プラータ | 外国語映画賞                                  | フランシス・フォード・コッポラ                         | 受賞       |
| ゴールデンラズベリー賞       | 最低助演女優賞                                | ソフィア・コッポラ                                     | 受賞       |
| ゴールデンラズベリー賞       | 最低新人賞                                    | ソフィア・コッポラ                                     | 受賞       |